# پاسکواله اسکوتیری
پاسکواله اسکوتیری (ایتالیایی: Pasquale Squitieri؛ ‏ ۲۷ نوامبر ۱۹۳۸ – ۱۸ فوریهٔ ۲۰۱۷) کارگردان فیلم اهل ایتالیا بود.
وی کارگردان فیلم‌هایی همچون کورلئونه و راه حل سوم بوده است.